# Forêt de Scissy

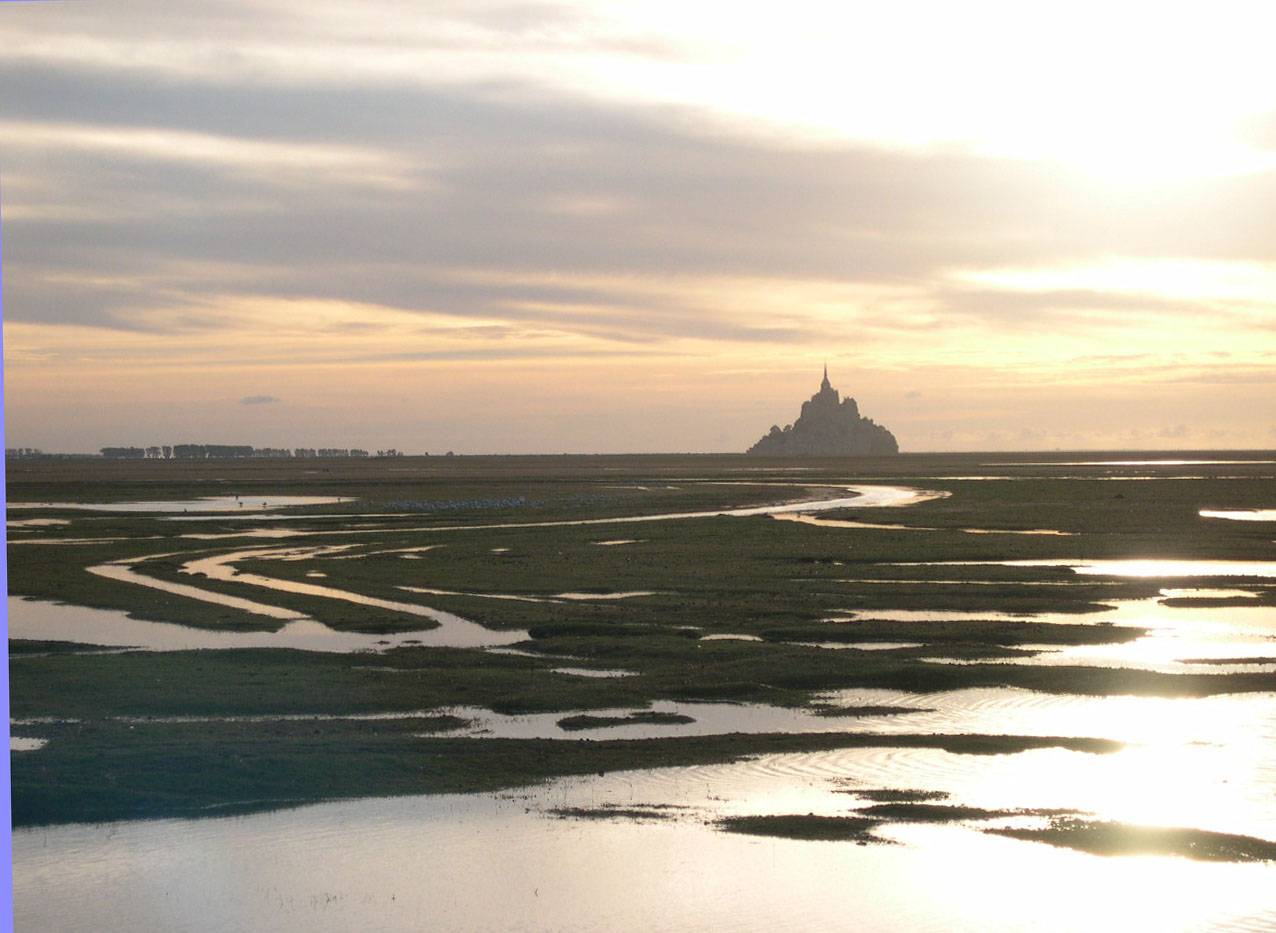
La baie du Mont-Saint-Michel.

La  forêt de Scissy ou forêt de Quokelunde est une forêt mythique qui aurait existé dans la baie du Mont-Saint-Michel avant sa destruction et son engloutissement par les eaux liés à l'imaginaire raz de marée de mars 709.

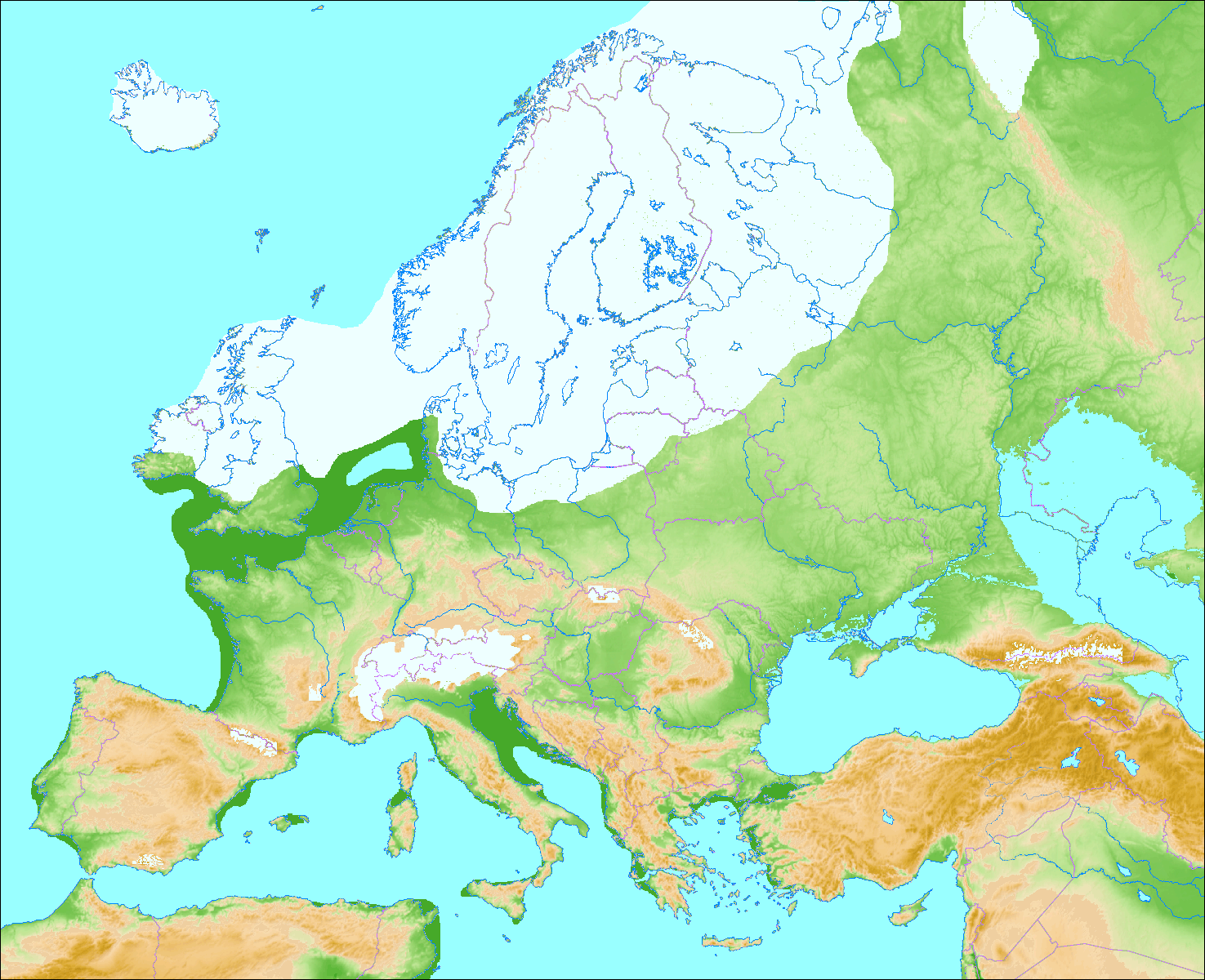
Extension maximale des calottes glaciaires du Nord de l'Europe au cours du Vistulien. Au cours de cette dernière glaciation (vers 17000 ans BP), la mer était environ 120 m au-dessous du niveau actuel : les îles du Ponant et celles de la baie du Mont-Saint-Michel n'étaient que des buttes dominant de vastes étendues terrestres planes. Le mythe de la forêt de Scissy rappelle que plusieurs fois déjà au cours des temps géologiques, les transgressions marines ont fait disparaître sous les flots de larges pans du littoral de l'Irlande, de l’Écosse, du Pays de Galles et de la Bretagne et que la mer s'est retirée parfois très loin au cours des périodes de glaciation.

## Extension géographique
Elle aurait englobé les zones suivantes :
- Saint-Pair-sur-Mer avec l’abbaye de Scissy ;
- Les trois monts :
  - Tombelaine,
  - Le mont Saint-Michel,
  - Le mont-Dol.

Dès après le raz-de-marée, Tombelaine et le mont Saint-Michel auraient acquis leur caractère insulaire.

## Origine du nom
Le nom Scessiacum est mentionné pour la première fois dans la Vita sancti Paterni (la vie de saint Paterne ou saint Pair, ancien évêque d'Avranches) écrite par le poète Venance Fortunat. Cette forme ancienne du toponyme constitue probablement la forme primitive du nom de Scissy, comme le montre, entre autres, celle du village de Sissy dans l'Aisne, mentionné également Sessiacum en 1168. Albert Dauzat et Charles Rostaing interprètent ce type toponymique comme « la propriété de Siccius ou Siscius » nom de personne gaulois ou gallo-romain, suivi en cela par Ernest Nègre. Ce nom de lieu n'a pas de rapport avec une dénomination forestière, puisqu'il s'agit vraisemblablement de celui d'un fundus ou d'une villa gallo-romaine caractéristique par sa suffixation en -(i)-acum, d'origine gauloise -acon (-*āko(n)) marquant le lieu à l'origine, puis la propriété. Il a plus généralement abouti à -ey dans l'Avranchin et y est extrêmement répandu.
Une autre interprétation de Sessiacum s'avère possible, par le nom de la déesse gauloise Sessia, protectrice des semailles et de la germination, suivi du même suffixe -acum dans sa dimension localisante, d'où le sens global de « lieu (où est vénérée) de Sessia ».

## Éléments constitutifs du mythe
Il aurait existé un monument druidique sur le Mont-Saint-Michel, lié à la fertilité.
D'après le mythe, le nom des îles Chausey aurait la même racine que Scissy. Cependant, l'ancienne forme de Chausey est Calsoi (1022 - 1026), terme basé sur le germanique *-aujō « île » > -oi > -ey, finale par ailleurs semblable à celle des autres îles de la Manche, cf. Guernesey (Greneroi), Jersey (Gersoi) et Aurigny (Alneroi), précédé d'un élément cals- de signification obscure. Elle n'entretient, à l'évidence, pas de relation phonétique et sémantique avec Sessiacum.
Une autre dénomination de la forêt de Scissy ou d'une partie de celle-ci, comme forêt de Quokelonde est plus claire, car si Scissy peut s'expliquer par un nom de fundus gallo-romain sans rapport avec un élément forestier, l'appellatif toponymique -lunde renvoie directement au mot désignant la forêt en ancien normand (cf. la Londe, toponymes en -londe(s), issu du vieux norrois lundr> lunda). Il est précédé d'un premier élément Quoke- que l'on retrouve peut-être dans Coquetot, hameau de l'Eure (Cauquetot, sans date, composé avec l'appellatif -tot, d'origine norroise -topt). Il est probablement homonyme des Coglandes (Seine-Maritime, Massy, In valle de Quoquelande 1231, Cultura de Coquelonde 1248) et apparenté à Coquesart (Seine-maritime, Tancarville, Coquessart XVe siècle), dont le premier élément représenterait alors l'ancien norrois skógr « forêt ». Dans ce cas Quokelonde est homonyme du nom de lieu norvégien Skoglund (Lemma) aussi nom de famille Skoglund et du village danois de Skovlunde (anciennement Skoglunde).
La présence d'un toponyme d'origine scandinave dans l'Avranchin, par ailleurs quasiment exempt de noms de lieux norrois, a intrigué les commentateurs. C'est Guillaume de Saint Pair qui évoque la forest de Quokelunde dans son Roman du Mont-Saint-Michel, écrit vers 1155.
Le raz de marée de mars 709 se serait produit bien avant les premiers établissements vikings dans le Cotentin et il est difficile d'admettre que ce mythe se soit perpétué chez les Normands de souche scandinave avec un vocable de même origine. Il est donc plus vraisemblable de considérer qu'il existait bien une forêt dans la région et qu'elle n'ait pas été engloutie par un évènement naturel de cette importance.

## Développements ultimes de la légende
Selon la légende chrétienne qui s'est développée au XIXe siècle, l’épaisse forêt de Scissy aurait été un lieu de culte païen que le raz-de-marée aurait englouti dans le but de purifier la contrée.
La légende de la forêt de Scissy apparaît dans la Revelatio ecclesiae sancti Michaelis in monte Tumba, rédigé par un chanoine du Mont au début du IXe siècle, le mont Saint-Michel aurait été un mont en pleine terre entouré d’une épaisse forêt à l’époque où les premiers moines ermites s’y sont installés. Elle est reprise et également propagée sous la plume du moine Hervard qui, vers 996-1006, relate les visions de saint Aubert. Dans son récit, il rapporte le voyage de deux missionnaires envoyés en 709 par Aubert au mont Gargan en Italie, afin de récupérer les reliques de saint Michel et qui, lors de leur retour le 16 octobre 710, jour de l'achèvement de l'abbaye, découvrent l'absence de forêt : « Ils entrèrent comme dans un nouveau monde qu'ils avaient laissé à leur départ plein de buissons épineux ». Ce récit évoque un défrichement, et non la disparition d'une forêt ou d'un raz-de-marée. C'est au XVe siècle qu'un manuscrit d'auteur inconnu, parle pour la première fois d'une forêt disparue en 709 au cours du voyage des moines en Italie. Ce récit est repris les siècles suivants et popularisé par l'abbé Manet, géographe du XVIIIe – XIXe siècle, pour élaborer sa thèse de la « fatale marée de mars 709 » qui aurait englouti en une nuit la baie du Mont-Saint-Michel.
Ce n’est qu’ensuite — le niveau de la mer augmentant — qu’il aurait acquis peu à peu son caractère insulaire.
Cette thèse du raz-de-marée, qui s’inscrit dans une grande série de légendes présentes un peu partout dans le monde évoquant des mondes engloutis (Déluge, Atlantide, Ys, etc.), a été invalidée de manière scientifique : d'abord par l'étude de ses sources et ensuite par celle des sols, cette dernière (1882) ne relevant aucune trace d'un raz-de-marée.
À l'échelle historique, les variations du niveau de la mer qui découlent des phases de réchauffement et refroidissement climatique, bouleversent la ligne de rivage. Les transgressions marines (dont la transgression dunkerquienne du IIIe au VIIIe siècle) ont pour conséquence de fossiliser les tourbes à souches et troncs d'arbres (les « couërons » ou « coërons » utilisés comme bois de charpente ou d'ébénisterie) abondants dans les bancs de tourbe du marais de Dol. La croyance populaire a cru trouver dans ces troncs d'arbres fossilisés les preuves de cette forêt. « Mais toutes les datations faites sur ces troncs prouvent que leur âge remonte au moins à 4 000 ans av. J.-C. Quant aux sources historiques, les auteurs ne sont pas d'accord sur la date même de la submersion : certains estiment qu'elle aurait pu avoir lieu vers le IIIe ou le IVe siècle, pendant lesquels on a enregistré une légère oscillation positive du niveau marin », la transgression dunkerquienne se manifestant surtout dans la plaine côtière de Flandre. « On peut avec vraisemblance supposer que quelque violente tempête soit restée au fond des mémoires et que les textes en aient amplifié les conséquences. »

## Lieux de dévotion chrétien
Saint Pair et saint Scubillon y auraient fondé un monastère au VIe siècle.
Gaud d'Évreux s'y serait retiré.